# سیکلید هونگی
سیکلید هونگی یا هونگی سرسرخ یک گونه توصیف‌نشده از ماهی سیچلاید بومی شرق آفریقا است. این ماهی با نام کیمپوما نیز شناخته می‌شود. هونگی سرقرمز گونه کاملاً شناخته‌شده در تجارت آکواریوم است. حداکثر اندازه این گونه در نرها حدود ۱۲٫۵ سانتیمنر (۵ اینچ) و در ماده‌ها حدود ۹ سانتیمتر (۳٫۵ اینچ) می‌باشد.

## پراکندگی
از نظر پراکنش این گونه در امتداد ساحل دریاچه مالاوی تانزانیا، بین لیولی و ریف اوندو پراکنده شده است.

## رژیم غذایی، رفتار و زیستگاه
سیکلید هونگی یک ماهی همه چیزخوار و یک گونه دهان پرور است. تا حدود کمی تهاجمی و قلمروطلب در نظر گرفته می‌شود که از قلمرو خود به‌ویژه هنگام تولید مثل دفاع می‌کند. در زیستگاه‌های صخره‌ای زندگی می‌کند و غارهای موجود در آکواریوم را ترجیح می‌دهد.

## کتاب
- کانکلینگ، دی. 1993. Labidochromis «کیمپوما با بالای قرمز» - انتظار طولانی نتیجه می‌دهد. Cichlid News 2(4): 12-13.
- Konings, A. 1995. سیکلیدهای مالاوی در زیستگاه طبیعی خود، ویرایش دوم. چاپ سیچلاید، آلمان، ۳۵۲ ص.
- لوئیس، DSC 1982. بازبینی جنس Labidochromis (Teleostei: Cichlidae) از دریاچه مالاوی. زول. جی. لین. Soc. 75: 189-265.
- Trewavas, E. 1935. خلاصه ای از ماهی سیکلید دریاچه نیاسا. ان مگ نات تاریخچه (۱۰) ۱۶: ۶۵–۱۱۸.